# Синмартін (комуна, Клуж)
Синмартін (рум. Sânmartin) — комуна у повіті Клуж в Румунії. До складу комуни входять такі села (дані про населення за 2002 рік):
- Дівічорій-Марі (202 особи)
- Дівічорій-Міч (89 осіб)
- Кутка (479 осіб)
- Мехал (132 особи)
- Симбоєнь (198 осіб)
- Синмартін (252 особи)
- Тиргушор (106 осіб)
- Чаба (286 осіб)

Комуна розташована на відстані 326 км на північний захід від Бухареста, 44 км на північний схід від Клуж-Напоки.

## Населення
За даними перепису населення 2002 року у комуні проживали 1744 особи.
Національний склад населення комуни:
| Національність | Кількість осіб | Відсоток |
| -------------- | -------------- | -------- |
| румуни         | 1509           | 86,5%    |
| угорці         | 182            | 10,4%    |
| цигани         | 53             | 3,0%     |

Рідною мовою назвали:
| Мова      | Кількість осіб | Відсоток |
| --------- | -------------- | -------- |
| румунська | 1531           | 87,8%    |
| угорська  | 179            | 10,3%    |
| циганська | 34             | 1,9%     |

Склад населення комуни за віросповіданням:
| Релігія        | Кількість осіб | Відсоток |
| -------------- | -------------- | -------- |
| православні    | 1485           | 85,1%    |
| реформати      | 166            | 9,5%     |
| греко-католики | 65             | 3,7%     |
| п'ятдесятники  | 12             | 0,7%     |
| римо-католики  | 7              | 0,4%     |
| унітарії       | 3              | 0,2%     |
| не релігійні   | 2              | 0,1%     |
| адвентисти     | 1              | 0,1%     |

## Зовнішні посилання
- Дані про комуну Синмартін на сайті Ghidul Primăriilor